# Gastronomía de la República Dominicana
La gastronomía dominicana es la fusión gastronómica desarrollada históricamente, ligada a la evolución de la República Dominicana, con influencias europeas, africanas e indígenas. Los principales ingredientes utilizados son arroz, carnes, legumbres, tubérculos, verduras, vegetales, condimentos como caldo de pollo, pasta de tomate, condimentos líquidos y, en menor medida, pescados y mariscos.

## Costumbres de la gastronomía
El plato nacional se llama "La Bandera" y consiste en arroz blanco, habichuelas guisadas, carne guisada, y ensalada. Se suele acompañar de tostones y aguacate.

El plátano es el ingrediente nacional. Se consume en el país de muchas formas, ya sea frito (tostones) o en forma de puré (mangú). Se suele acompañar de salami, queso frito, y huevo frito. Se consume principalmente en el desayuno o la cena.

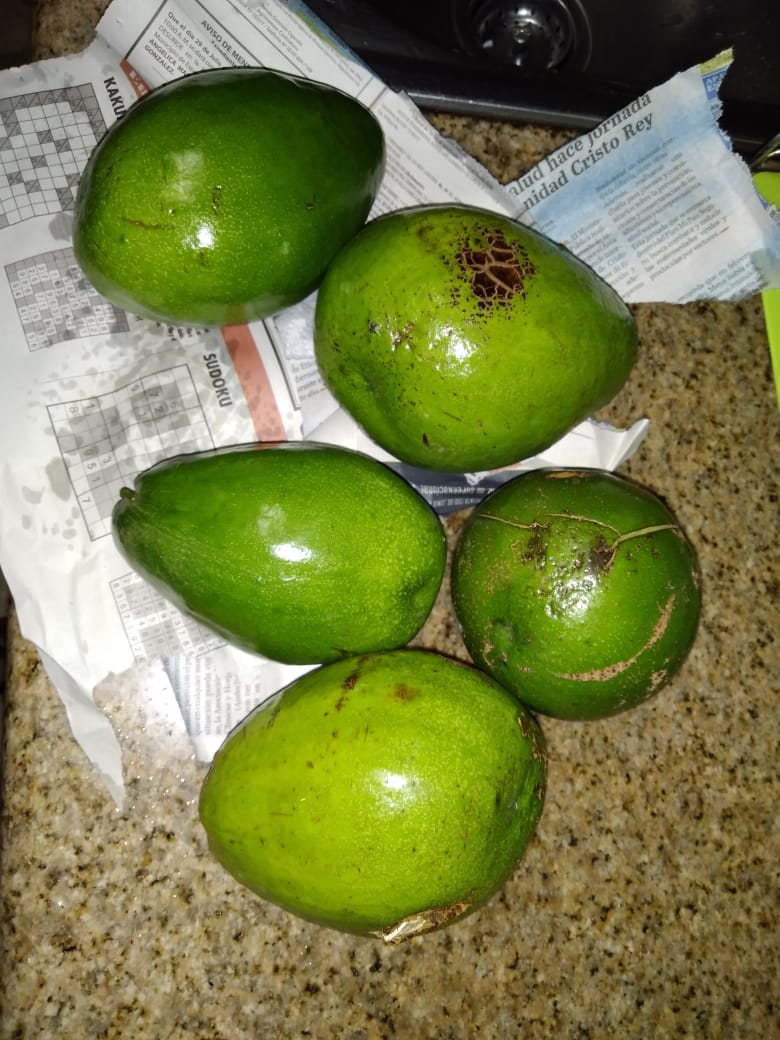
Aguacate, acompañante

Durante la Pascua, y la Semana Santa, se consume mucho pescado, guandules (ya sea guisados o en moro) y habichuelas con dulce, postre típico dominicano.
La Nochebuena se celebra con una cena tradicional, usualmente consiste en cerdo asado, ensalada, arroz, lasaña, pastelón, pastel en hoja, galletas danesas, telera, vino, y ponche.
Muchos dominicanos tienen la costumbre de despedir el año con un sancocho.

## Platillos

### Pescado
- Arenque
- Bacalao — guisado, o como "torrejas o bacalaítos".

### Mariscos
- CamarónBacalaíto

Bacalaíto

- Bolas de yuca: es un plato de origen taíno también se sabe que los usaban los mayas y tribus de Suramérica. Son bolitas hechas de yuca rayada, sazonada con sal, mantequilla y anís, rellena de queso, pollo, vegetales, marisco y fritas en la sartén.

- Chambre: es un guisado que se normalmente se hace con gandules, pero se puede hacer con otros granos (habichuelas de cualquier tipo), además contiene carne, arroz y vegetales.

- Chivo liniero: chivo bien condimentado, guisado. Mayormente se consume con arroz blanco, moro de guandules o de habichuelas, mangú o tostones (plátanos verdes fritos).

- Chuleta Ahumada guisada

- Chulito: son unos rollitos de yuca, en algunas ocasiones rellenos de camarones, cangrejo, queso o vegetales. Es un bocadillo frito.

- Domplines con Bacalao, de origen cocolo.

- Ensalada de coditos.

- El fungí: Plato de origen cocolo.

- Gallina criolla guisada

- Guinea guisada: En San Francisco de Macorís se puede degustar este plato todo el tiempo.

- Habichuela guisada: Se prepara condimentándola con diten, cilantro, ají gustoso, ají cubanela, ajo, caldo de pollo, auyama, salsa en algunas ocasiones y cebolla. Este es un plato consumido casi a diario.Pasteles en hoja
- Lambí: se consume crudo o cocido

- Muelas de Cangrejo.

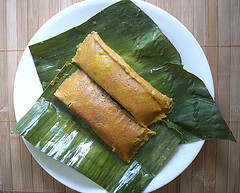
Pasteles en hoja

- Minuta: Pescado sin espina preparado en Samaná.

- Mondongo: El mondongo es un caldo de víseras, condimentado con pimienta, orégano, ajo, se le agrega papa, zanahoria y todos los vegetales que gusten. Se acompaña de salsa picante con yuca o plátano frito.

- Niño envuelto: se prepara de varias formas, pero la más común es arroz con carne de cerdo, res o pollo picada en trozos pequeños o molida, luego se rellenan hojas de col(repollo) mareadas al vapor.

- Palmito guisado. Del corazón de la palma.

- La pasta también está presente en la dieta dominicana. Se consumen y se han adaptado todos los tipos de pasta a la cocina dominicana, aunque los más cocinado son sin duda los espagueti a la criolla o a la dominicana un plato con mucha variante en el país se puede hacer con salami, blanco, verde, con chuleta y maíz, longaniza, etc. La lasaña como mencioné ante se consume primordialmente en Navidad, canelones también, los coditos guisados o hechos ensalada con atún o queso.

- Longaniza guisada.

- Patimongo: Cocido de pata de cerdo con el
- mondongo de
- Pastelitos: Empanadas con tamaño más reducido.

- Pescado con coco

- Pescado frito al estilo Boca Chica

- Pica Pollo: Es un plato hecho con pollo frito empanizado y plátano frito o tostones. El truco de tan delicioso sabor se basa en su preparación: Una buena harina, su punto de fritura para dejarlo crujiente y el punto del exquisito sabor del orégano y el sazón de los dominicanos. También están los puestos de fritura en los que se venden patas de pollo fritas, los llamados tostones, bofe, carne salada, mollejas entre otros. Es usualmente sazonado con una vinagreta llamada comúnmente (Wasakaka) y condimentos como vegetales, entre otros.

- Pipián: Carne de chivo guisada.

- Pollo guisado al estilo cibaeño.

- Puerco asado o a la puya (En Santiago de los Caballeros se le conoce así): Es un cerdo horneado al aire libre con leña , sazonado con pimienta, sal, caldo de pollo (Sopita), ajo, orégano. Se come en todo el año especialmente en Navidad. También se puede cocinar en el horno de cualquier casa o directamente en el carbón.

- Queso con Orégano: Es un queso exquisito preparado en San Juan de la Maguana.

- Quipe: Plato de origen árabe, consiste un tipo de bola hecha de trigo molido y sazonado, relleno de pollo, carnes de res molida, queso y/o vegetales.

- Rabo encendido: Caldo de res picante.

- Salami guisado

### Arroz
- Arroz blanco
- Arroz con maíz
- Arroz navideño — elaborado con miel, almendras, cebolla, y pasas.
- Locrio
- Moro

### Plátano
- Aguají — sopa de plátanos horneados, con un fuerte sabor a ajo.
- Mangú — puré de plátanos verdes usualmente acompañado con "los tres golpes" (salami, queso frito, y huevo frito).
- Mofongo — un plato de plátano frito machacado con especias, chicarrón, caldo y grasa. Este plato al igual que el Aguají se originó en las cocinas de las haciendas donde se horneaban los plátanos en las cenizas de los fogones y se machacaban en un pilón o mortero junto con las carnes sobrantes.
- Pastelones (de plátanos maduros, de harina de maíz, de yuca, de papa, de arroz)
- Pastel en hoja
- Plátanos al caldero — plátanos caramelizados.
- Tostones

### Sopas y caldos

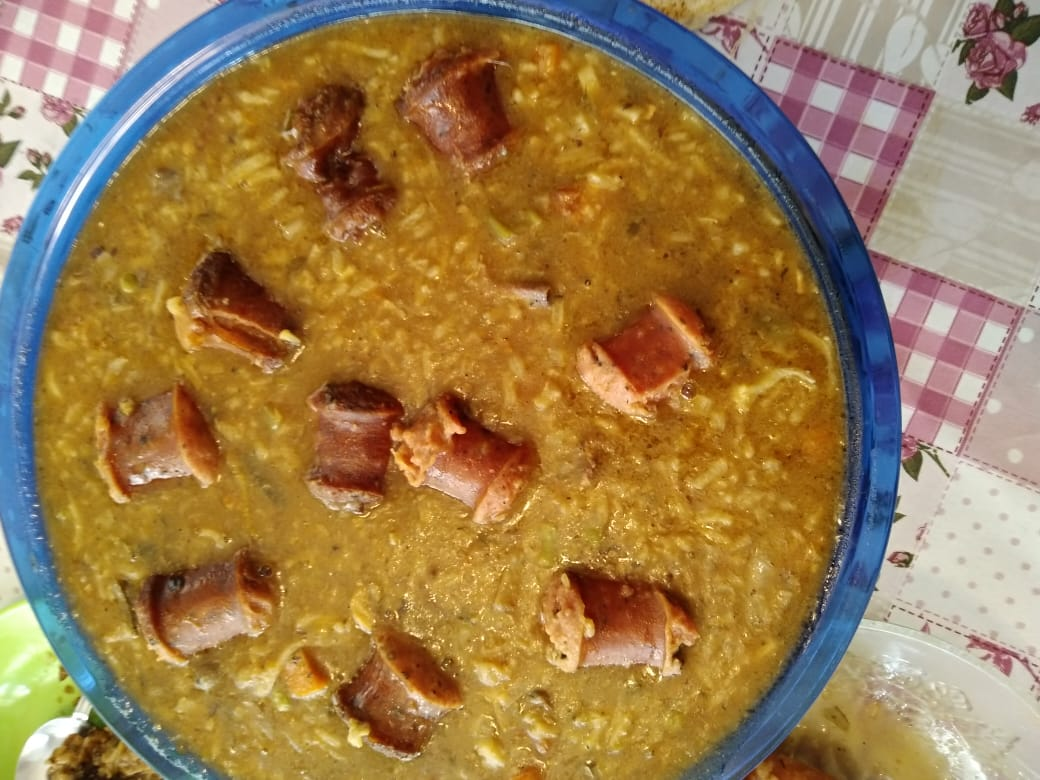
Asopao

- Asopao
- Calalú — sopa de origen africano, preparada con hojas de yautía y molondrones.

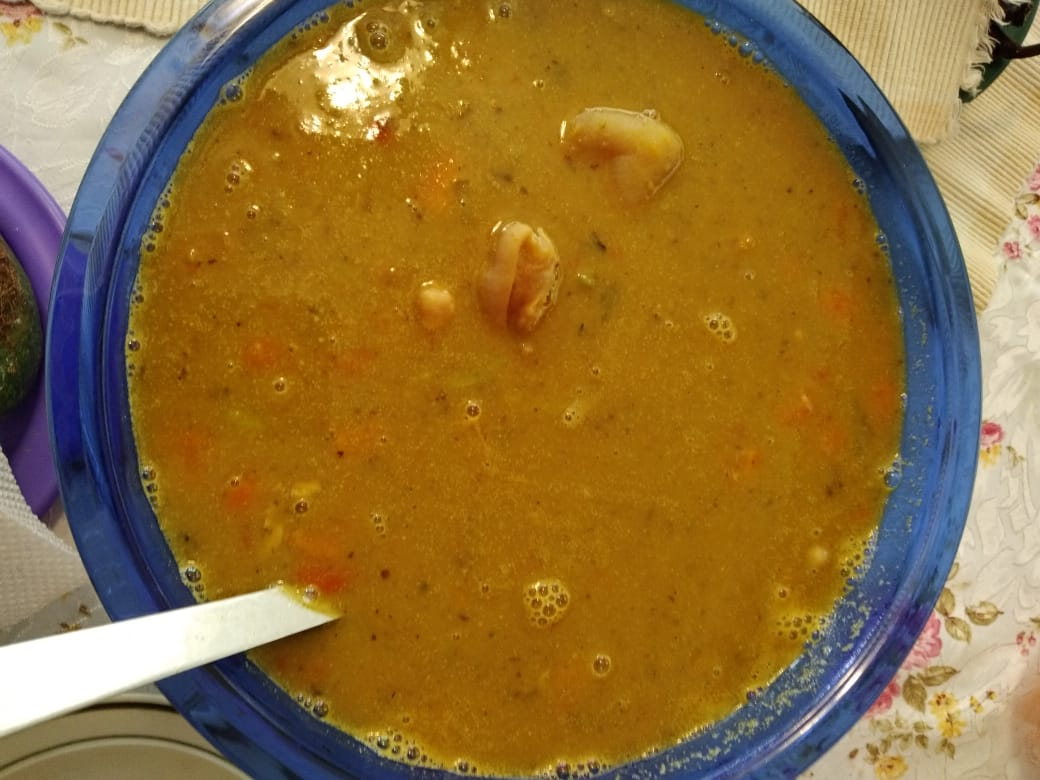
Sancocho

- Sancocho dominicano
- Cocido
- Sopas variadasSancochoAsopao

### Comida Callejera
- Carne frita
- Chimichurri
- Chicharrón
- Empanada
- Tostada
- Rabitos — aros de harina fritos con manteca.
- Pica pollo
- Yaniqueque
- Yaroa — base de plátanos maduros o papas fritas, con carne, queso, y salsas (mayonesa y kétchup).

### Bebidas
- Chocolate de maní — bebida caliente hecha con maní en polvo, leche, y canela.
- Guavaberry — bebida alcohólica guloya.
- Mamajuana
- Morir soñando — bebida de naranja, limón, y leche.
- Ron

### Postres
- Bizcocho dominicano
- "Dulce" — puede ser de diferentes frutas (naranja, lechoza, etc), verduras (batata), o leche (líquido o sólido).
- Gofio
- Harina
- Habichuelas con dulce
- Jalao — dulce de coco rallado y melaza.
- Suspiro
- Tres leches

### Maíz
- Arepa —  torta de maíz.
- Chenchén — maíz molido, con textura similar al risotto.
- Maíz caquia'o (también llamado "chaca") — dulce de maíz, originario de San Francisco de Macorís.
- Surrullito — maíz asado envuelto en hojas de plátano, originario de Baní.

### Yuca
Casabe — torta de yuca de origen taíno.
Pan
Pan sobao
Pan de agua
Telera

## Postres
Entre los postres favoritos de República Dominicana podemos mencionar:
- PASTEL (BIZCOCHO) DOMINICANO
- HABICHUELAS CON DULCE
- AREPA DOMINICANA (TORTA DE MAÍZ)
- PAN DE MAÍZ
- DULCE DE COCO
- PUDIN DE PAN
- MEMELOS, CHURUMBELES O CACOS (CARAMELOS DOMINICANOS)
- DULCE DE LECHE CORTADA
- DULCE DE BATATA O JALEA DE BATATA
- DULCES DE CASCARA DE CITRICOS (NARANJAS, TORONJAS, CHINOLA)
- CHAKA (MAIZ CAQUIADO CON LECHE)
- DULCE DE TOMATE
- DULCE DE GUAYABA
- DULCE DE GUAYABA CON PLATANOS MADUROS (MALARRABIA)
- MAJARETE

## Bebidas
- Chocolate de maní: Bebida caliente hecha con leche evaporada y entera canela, clavo, vainilla, maní, sal. Todo batido en una licuadora y luego colocado en un recipiente a hervir. Se acompaña con pan. Se sirve en desayunos y cenas.

- Guavaberry: Es una bebida alcohólica Guloya, típicamente del este del país.

- Ron: el ron dominicano es muy diferente al de los demás países fabricante de este producto, las marcas más antiguas y reconocidas en el país son Barceló y Brugal.

- Mamajuana: Bebida alcohólica dominicana, afrodisíaca, es la mezcla de varios elementos. Mamajuana

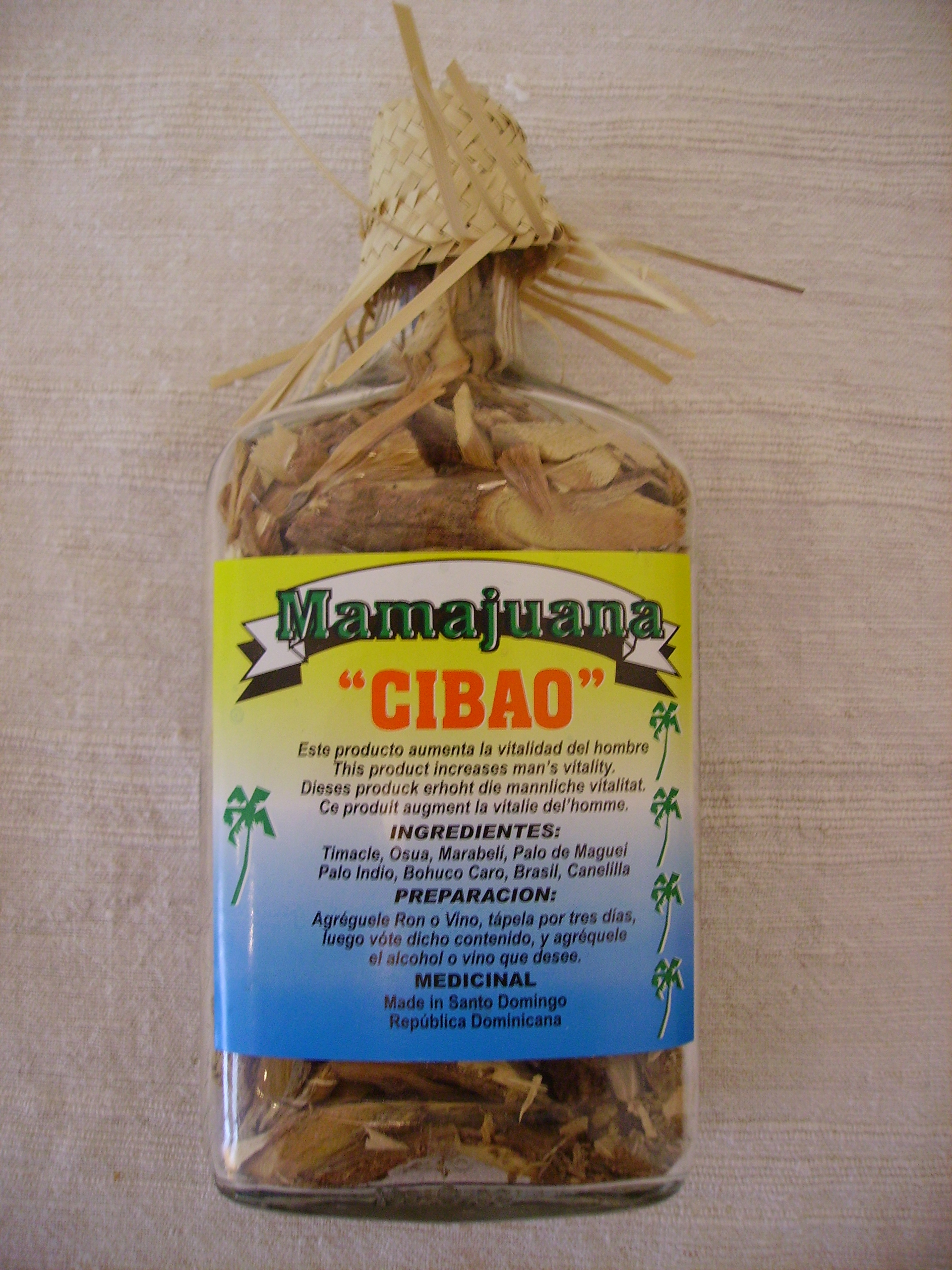
Mamajuana

- Morír soñando: Bebida fría única de República Dominicana hecho con hielo, naranja agria o limón, leche evaporada y azúcar.

- Jugo de Tomate.

- Jugo de jagua.

- Jugo de maíz con naranja y leche.